# Sabasaba (Mara)
Sabasaba è una circoscrizione urbana (urban ward) della Tanzania situata nel distretto di Tarime, regione del Mara. Conta una popolazione di 11 524 abitanti (censimento 2012).